# 53. вечити дерби у фудбалу
53. вечити дерби у фудбалу је фудбалска утакмица одиграна у Београду 8. септембра 1973. године, између Црвене звезде и Партизана. Утакмица се завршила резултатом 1 : 0 (0 : 0) за Црвену звезду.